# Stanislav Stratiev
Stanislav Stratiev (tiếng Bulgaria: Станислав Стратиев) 9 tháng 9 năm 1941 - 20 tháng 9 năm 2000) là một nhà viết kịch sân khấu người Bulgaria.

## Tiểu sử
Stanislav Stratiev sinh ra và lớn lên ở Sofia. Ông theo học Đại học Sofia nghiên cứu văn học, trong khi làm việc như một nhà báo và viết kịch. Phim của ông, Một ban nhạc vô danh (1982), đã được coi là một trong những bộ phim Bungari tốt nhất của mọi thời đại.

## Tác phẩm
- Tắm La Mã (1974) [2]
- Áo Khoác Da Lộn (1976), kịch
- Xe buýt (1980), kịch
- Đừng Bỏ Cuộc (1982), kịch
- Một ban nhạc vô danh (1982), kịch bản phim
- Equilibrium (1983), kịch bản phim
- Người cầu toàn (1984), kịch
- Hội chứng Balkan (1987), kịch
- Voi ma mút (1990), kịch
- Bên Kia Của Sự Sống (1993), kịch
- Thỏ Vào Mùa Đông (1996), kịch
- Phòng Trống Rỗng (1999), kịch

## Các tác phẩm được dịch qua tiếng Việt
- Lễ khởi công trọng thể | Văn hóa - Giáo dục | Báo điện tử Đại biểu nhân dân[liên kết hỏng]
- Sự thật về một truyền thuyết | Văn hóa - Giáo dục | Báo điện tử Đại biểu nhân dân[liên kết hỏng]